# كريس نوريس
كريس نوريس (بالإنجليزية: Kris Norris)‏ هو موسيقي أمريكي، ولد في 31 أغسطس 1978.

## وصلات خارجية
- كريس نوريس على موقع ميوزك برينز (الإنجليزية)
- كريس نوريس على موقع ديسكوغز (الإنجليزية)